# Guanoxan
Guanoxan là một loại thuốc giao cảm được bán trên thị trường với tên Envacar bởi Pfizer ở Anh để điều trị huyết áp cao. Nó không được sử dụng rộng rãi và cuối cùng đã bị rút khỏi thị trường do độc tính gan.